# Prachtlibellen
Die Prachtlibellen (Calopterygidae) sind eine Familie der Kleinlibellen (Zygoptera). Sie gehören damit auch zu den Libellen (Odonata). In Mitteleuropa sind mit der Gebänderten Prachtlibelle (Calopteryx splendens) und der Blauflügel-Prachtlibelle (Calopteryx virgo) zwei Arten dieser Gruppe bekannt, in Südeuropa finden sich außerdem die Südwestliche Prachtlibelle (Calopteryx xanthostoma) und die Bronzene Prachtlibelle (Calopteryx haemorrhoidalis).

## Merkmale
Die Prachtlibellen gehören in Europa zu den größten Vertretern der Kleinlibellen. Sie erreichen eine Körperlänge von 50 Millimetern und eine Flügelspannweite von 60 bis 75 Millimetern. Die Körper der europäischen Arten sind durchweg metallisch blaugrün gefärbt, die Männchen besitzen außerdem auffallend blauschimmernde Flügel, im Fall der Bronzenen Prachtlibelle glänzen diese kupfer- bis bronzebraun. Bei der Gebänderten Prachtlibelle bleibt außerdem die Flügelspitze transparent, sodass man die Arten meist auf den ersten Blick unterscheiden kann. Die Weibchen besitzen weitgehend transparente Flügel und einen weniger auffällig leuchtenden Körper. Bei der Bronzenen Prachtlibelle befindet sich beim Weibchen eine braune Binde auf den Flügeln nahe dem Flügelende.
Charakteristisch ist vor allem die Flugweise der Prachtlibellen; sie ähnelt mehr der von Schmetterlingen als dem typischen Libellenflug. Die Flügel dieser Tiere besitzen zahlreiche Antenodal-Queradern. Pterostigmen fehlen, jedoch befindet sich an dieser Stelle bei den Weibchen ein weißer Fleck.

## Lebensweise
Die Prachtlibellen sind vor allem Bewohner von langsam fließenden Flüssen und Bächen, in denen sich auch die Larven der Tiere entwickeln. Die Ruheplätze liegen meist in direkter Nähe des Wassers, die Tiere sind wenig flugaktiv. Wie alle Libellen ernähren sie sich von Fluginsekten, wobei sie keine besondere Spezialisierung aufweisen.
Etwa zwei bis zehn Tagen nach dem Schlupf aus der Larvenhülle (Exuvie) besetzt das Männchen der Prachtlibellen ein Revier für einige Tage, welches es gegen Männchen derselben Art auch verteidigt. Es markiert das Revier durch regelmäßige Patrouillenflüge und setzt sich mit gespreizten Flügeln an exponierte Stellen des Reviers.

## Fortpflanzung

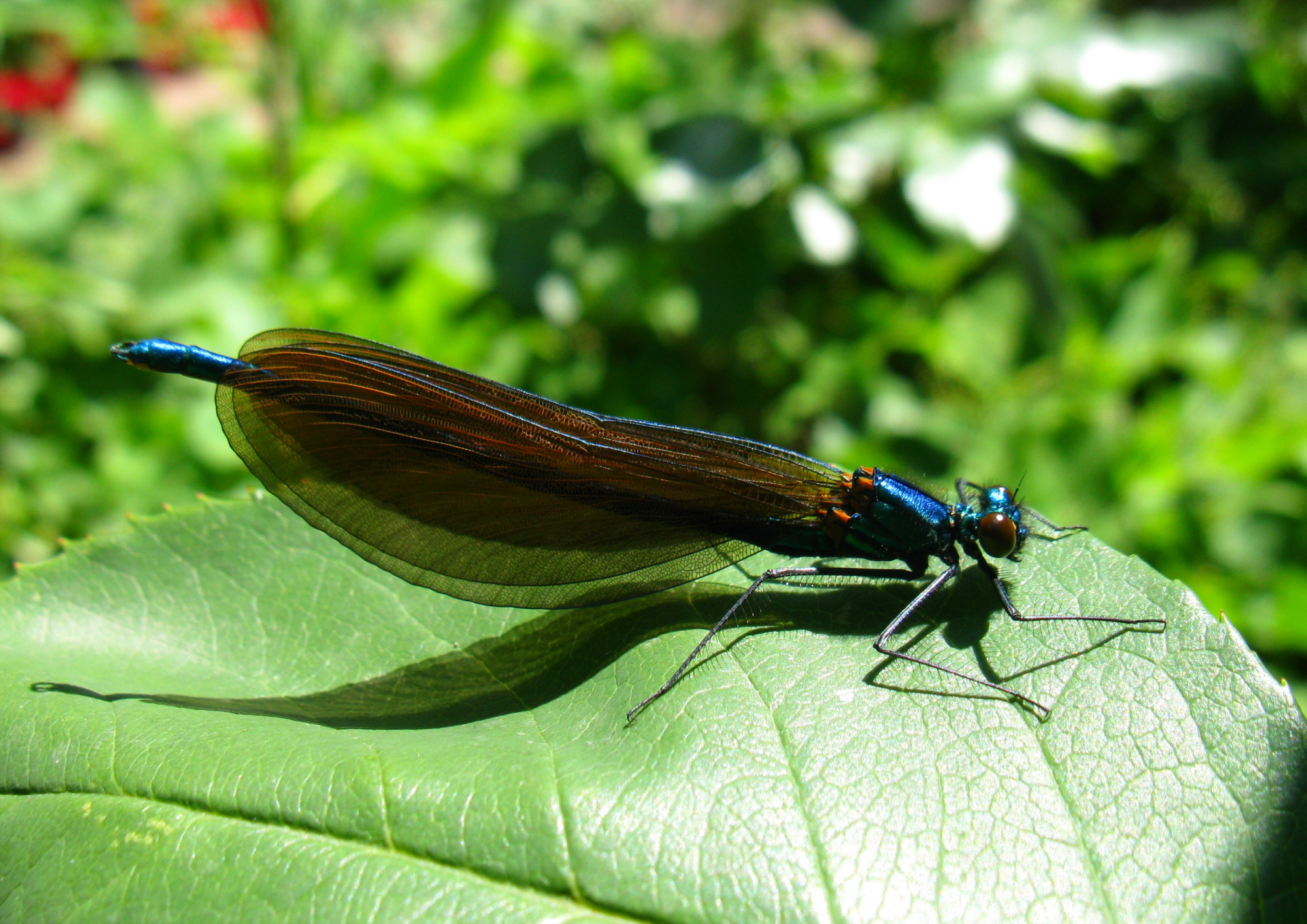
Blauflügel-Prachtlibelle (Calopteryx virgo)

Zur Paarungszeit fliegen die paarungsbereiten Weibchen entlang der Gewässer. Die Männchen erkennen die Weibchen wahrscheinlich an optischen Merkmalen und reagieren auf ihr Erscheinen im Revier mit Flügelspreizen. Danach fliegt das Männchen dem Weibchen entgegen und begleitet es in einem auffälligen Flatterflug. Bei diesem Flug hebt es den Hinterleib an, an dem die hellen Unterseiten der letzten drei Segmente deutlich sichtbar werden. Diese sind bei der Blauflügel-Prachtlibelle rosafarben, bei der Gebänderten Prachtlibelle sowie der Südwestlichen Prachtlibelle gelblich gefärbt. Das Weibchen folgt danach dem Männchen an den von ihm ausgewählten Eiablageplatz. Dort setzt sich das Weibchen auf eine Wasserpflanze während das Männchen vor diesem mit erhobenem Hinterende hin und her schwebt. Auf dieses Verhalten folgt der Werbeflug, bei dem das Männchen vor dem Weibchen in der Luft schwebt und dabei die Hinterflügel herabhängen lässt, sowie die Annäherung an das Weibchen.
Eine Paarung erfolgt, wenn das Weibchen auf die Annäherung des Männchens nicht mit einer Flucht reagiert. In diesem Fall landet das Männchen auf den Flügeln des Weibchens und läuft auf diesen bis zum Thorax des Weibchens. Dort krümmt es den Hinterleib nach vorn und greift mit den am Hinterleibsende ausgebildeten Zangen in spezielle Grübchen des Prothorax des Weibchens. Darauf folgt ein kurzer Tandemflug der beiden Tiere und eine erneute Landung, wobei nur das Männchen sitzt. Dieses stößt den Kopf des Weibchens mehrmals gegen sein Kopulationsorgan im zweiten Hinterleibssegment, während es den Hinterleib weit nach vorn biegt. Danach füllt es das Kopulationsorgan mit Sperma aus der Geschlechtsöffnung im neunten Hinterleibssegment und streckt den Hinterleib aus. Durch ziehende Bewegungen wird das Weibchen veranlasst, nun seinen Hinterleib umzuschlagen und so das zur Kopulation notwendige Paarungsrad zu bilden. Die Kopulation selbst dauert etwa 90 Sekunden, danach lösen sich die Tiere. Die Eiablage erfolgt direkt im Anschluss durch Einstechen der Eier in untergetauchte Wasserpflanzen, dabei kann es auch vorkommen, dass das Libellenweibchen selbst untertaucht. Während der Eiablage sitzt das Männchen in der Nähe und bewacht das Weibchen.
Die Imagines haben eine durchschnittliche Lebensdauer von etwa 30 Tagen.

## Larvalentwicklung
Die Larven der Prachtlibellen leben zwischen Wasserpflanzen in Fließgewässern. Alle Prachtlibellenlarven benötigen für ihre Entwicklung relativ unverschmutztes Wasser, wobei die Blauflügel-Prachtlibelle etwas empfindlicher ist als die Gebänderte Prachtlibelle. Wie alle Kleinlibellenlarven haben auch die Larven der Prachtlibellen drei blattförmige Tracheenkiemen am Hinterleib, die sich durch Umbildung aus den Cerci und dem Terminalfilum entwickelt haben.
Die Larven leben räuberisch und ernähren sich relativ unspezifisch von kleineren Krebstieren, etwa den Flohkrebsen (Gammaridae) und anderen Insektenlarven (Zuckmücken, Eintagsfliegen u. a.). Die Beute wird dabei vor allem optisch oder durch die Registrierung von Wasserbewegungen wahrgenommen. Die Larven drehen sich in die Richtung ihrer Beute und bewegen sich langsam auf diese zu. Ergriffen wird die Beute durch die zu einer Fangmaske umgestaltete Unterlippe, dem Labium. Nach dem Fressen der Beute wird die Fangmaske mit den Unterschenkeln der Vorderbeine (Tibien) gereinigt.
Die Larvalentwicklung der Prachtlibellen dauert in Mitteleuropa etwa zwei Jahre, kann bei optimalen Bedingungen jedoch auch auf ein Jahr verkürzt sein. Die letzte Häutung zur Imago erfolgt außerhalb des Wassers an Wasserpflanzen etwa 10 bis 40 Zentimeter über dem Wasserspiegel.

## Systematik

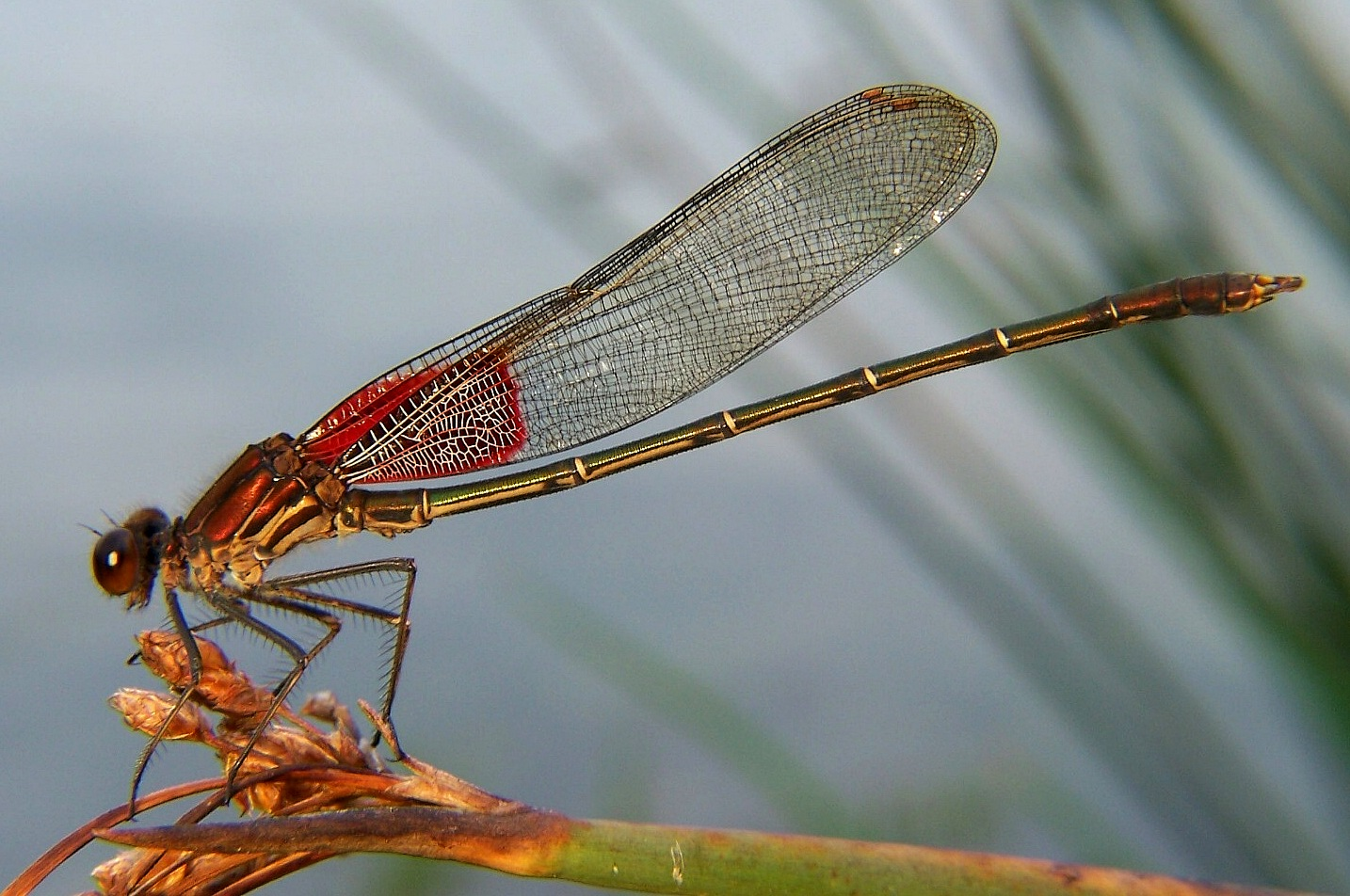
Männchen von Hetaerina americana

Zu den Prachtlibellen werden heute etwa 160 Arten gerechnet, die 16 Gattungen zugeordnet werden:
- Archineura Kirby, 1894
- Atrocalopteryx Dumont, Vanfleteren, De Jonckheere & Weekers, 2005
- Bryoplathanon Garrison, 2006
- Caliphaea Hagen in Selys, 1859
- Calopteryx Leach, 1815
- Echo Selys, 1853
- Hetaerina Hagen in Selys, 1853
- Iridictyon Needham & Fisher, 1940
- Matrona Selys, 1853
- Matronoides Förster, 1897
- Mnais Selys, 1853
- Mnesarete Cowley, 1934
- Neurobasis Selys, 1853
- Noguchiphaea Asahina, 1976
- Ormenophlebia Garrison, 2006
- Phaon Selys, 1853
- Psolodesmus McLachlan, 1870
- Sapho Selys, 1853
- Umma Kirby, 1890
- Vestalaria May, 1935
- Vestalis Selys, 1853

Die artenreichsten Gattungen sind dabei Hetaerina mit 37 Arten aus der Nearktis und Neotropis, Calopteryx mit 29 Arten in der Paläarktis, Indomalayis und Nearktis sowie Mnesarete mit 22 bekannten Arten in der Neotropis. Die Schwestergruppe der Prachtlibellen stellen die Haeterinidae dar.

## Belege
1. ↑  Martin Schorr, Martin Lindeboom, Dennis Paulson: World Odonata List. Update vom 2. Oktober 2011 (Download).